# جون بولز (لاعب كرة قاعدة)
جون بولز (بالإنجليزية: John Boles)‏ هو لاعب كرة قاعدة أمريكي، ولد في 19 أغسطس 1948 في شيكاغو في الولايات المتحدة.